# Алгоритм Брона — Кербоша
Алгоритм Брона — Кербоша — метод гілок і меж для пошуку всіх клік (а також максимальних за включенням незалежних множин вершин) неорієнтованого графу. Розробили 1973 року голландські математики Бронній і Кербош. Досі це один із найефективніших алгоритмів пошуку клік.

## Алгоритм
Алгоритм використовує той факт, що будь-яка кліка в графі є його максимальним за включенням повним підграфом. Починаючи з одиничної вершини (що утворює повний підграф), алгоритм на кожному кроці намагається збільшити вже побудований повний підграф, додаючи в нього вершини з множини кандидатів. Висока швидкість забезпечується відтинанням при переборі варіантів, які гарантовано не приведуть до побудови кліки, для чого використовується додаткова множина, в яку поміщаються вершини, які вже були використані для збільшення повного підграфу.
Алгоритм оперує трьома множинами вершин графу:
1. Множина compsub — множина, що містить на кожному кроці рекурсії повний підграф для даного кроку. Будується рекурсивно.
2. Множина candidates — множина вершин, які можуть збільшити compsub
3. Множина not — множина вершин, які вже використовувалися для розширення compsub на попередніх кроках алгоритму.

Алгоритм є рекурсивною процедурою, що застосовується до цих трьох множинам.
```
ПРОЦЕДУРА
 
extend
(
candidates
, 
not
):
   
ПОКИ
 
candidates
 НЕ порожньо 
І
 
not
 НЕ містить вершини, з'єднаної з усіма вершинами з 
candidates
,
   
ВИКОНУВАТИ
:
   1 Вибираємо вершину 
v
 з 
candidates
 і додаємо її в 
compsub

   2 Формуємо 
new_candidates
 і 
new_not
, видаляючи з 
candidates
 і 
not
 вершини, не З'ЄДНАНІ  з 
v

   3 
ЯКЩО
 
new_candidates
 і 
new_not
 порожні
   4 
ТО
 
compsub
 - кліка
   5 
ІНАКШЕ
 рекурсивно викликаємо 
extend
(
new_candidates
,
new_not
)
   6 Видаляємо v з 
compsub
 і 
candidates
 і поміщаємо в 
not
```

### Реалізація
1. Множина compsub використовується як стек, і може бути реалізована за допомогою глобального одновимірного масиву.
2. Множини candidates і not можна зберігати в одновимірному масиві, використовуючи два індекси ne і се: Перші ne елементів — це елементи множини not, а наступні ce−ne елементів — множини candidates. При такій реалізації, можна використовувати наступні твердження для перевірки умов у рядках 1 та 4:
3. * ne = ce: множина candidates порожня
4. * ne = 0: множина not порожня
5. * се = 0: обидві множини candidates і not порожні
6. * Для переміщення елементу з candidates в not потрібно збільшити індекс ne (за умови, що як вершина-кандидат вибиралася перша вершина з candidates, або вибрана вершина була обміняна з першою)
7. Алгоритм може бути досить легко реалізований без застосування рекурсії
8. Для прискорення алгоритму можна використовувати евристики при виборі вершини-кандидата на кроці 1

С++ реалізація алгоритму (використовуючи масиви як стек)
```
 
list
<
set
<
int
>
 
>
kerbosh
(
int
 
**&
a
,
int
 
SIZE
)

 
{

    
set
 
<
int
>
 
M
,
G
,
K
,
P
;

    
list
<
set
<
int
>
 
>
 
REZULT
;

    
for
 
(
int
 
i
=
0
;
 
i
<
SIZE
;
i
++
)

    
{

        
K
.
insert
(
i
);

    
}

    
int
 
v
,
Count
=
0
,
cnt
=
0
;

    
int
 
Stack1
[
100
];

    
std
::
set
<
int
>
 
Stack2
[
100
];

    
std
::
set
<
int
>::
iterator
 
theIterator
;

    
theIterator
=
K
.
begin
();

    
while
 
((
K
.
size
()
!=
0
)
||
(
M
.
size
()
!=
0
))

    
{

        
if
 
(
K
.
size
()
!=
0
)

        
{

            
theIterator
=
K
.
begin
();

            
v
=*
theIterator
;

            
Stack2
[
++
Count
]
=
M
;

            
Stack2
[
++
Count
]
=
K
;

            
Stack2
[
++
Count
]
=
P
;

            
Stack1
[
++
cnt
]
=
v
;

            
M
.
insert
(
v
);

            
for
 
(
int
 
i
=
0
;
i
<
SIZE
;
i
++
)

            
{

                
if
 
(
a
[
v
][
i
])

                
{

                    
theIterator
=
K
.
find
(
i
);

                    
if
 
(
theIterator
!=
K
.
end
())

                    
{

                        
K
.
erase
(
theIterator
);

                    
}

                    
theIterator
=
P
.
find
(
i
);

                    
if
 
(
theIterator
!=
P
.
end
())

                    
{

                        
P
.
erase
(
theIterator
);

                    
}

                
}

            
}

            
theIterator
=
K
.
find
(
v
);

            
if
 
(
theIterator
!=
K
.
end
())

            
{

                
K
.
erase
(
theIterator
);

            
}

        
}

        
else

        
{

            
if
 
(
P
.
size
()
==
0
)

            
{

                
REZULT
.
push_back
(
M
);

            
}

            
v
=
Stack1
[
cnt
--
];

            
P
=
Stack2
[
Count
--
];

            
K
=
Stack2
[
Count
--
];

            
M
=
Stack2
[
Count
--
];

            
theIterator
=
K
.
find
(
v
);

            
if
 
(
theIterator
!=
K
.
end
())

            
{

                
K
.
erase
(
theIterator
);

            
}

            
P
.
insert
(
v
);

        
}

    
}

    
return
  
REZULT
;

 
}

```

## Варіації

### Знаходження максимальних (по включенню) незалежних множин вершин
Неважко побачити, що задача про кліку і задача про незалежні множини по суті еквівалентні: кожна з них виходить з іншої, шляхом побудови доповнення графу — такого графу, в якому є всі вершини вихідного графу, причому в доповненні графу вершини з'єднані ребром тоді і тільки тоді, якщо вони не були з'єднані у вихідному графі.
Тому алгоритм Брона — Кербоша можна використовувати для знаходження максимальних по включенню незалежних множин вершин, якщо побудувати доповнення до вихідного графу, або змінивши умову для основного циклу (умову завершення) та формування нових множин new_candidates і new_not:
1. Умова в основному циклі: not не повинно містити жодної вершини, НЕ З'ЄДНАНОЇ З ЖОДНОЮ з вершин у множині candidates
2. Для формування new_candidates і new_not, необхідно видаляти з candidates і not вершини, З'ЄДНАНІ з обраною вершиною.

### Знаходження максимальної кліки / незалежної множини максимального розміру (МНМ)
Для того, щоб алгоритм шукав максимальну за розміром кліку / МНМ, необхідно:
1. Завести ще одну множину max_comsub(початкове значення — порожня множина)
2. У кроці 4, коли знайдена чергова кліка / МНМ, порівняти розмір (кількість вершин) в comsubі в max_comsubі помістити в max_comsub множину з більшим числом вершин.

С++ реалізація використовуючи стек
```
 
list
<
set
<
int
>
 
>
kerbosh
(
int
 
**&
a
,
int
 
SIZE
)

 
{

    
set
 
<
int
>
 
M
,
G
,
K
,
P
;

    
list
<
set
<
int
>
 
>
 
REZULT
;

    
for
 
(
int
 
i
=
0
;
 
i
<
SIZE
;
i
++
)

    
{

        
K
.
insert
(
i
);

    
}

    
int
 
v
,
Count
=
0
,
cnt
=
0
;

    
int
 
Stack1
[
100
];

    
std
::
set
<
int
>
 
Stack2
[
100
];

    
std
::
set
<
int
>::
iterator
 
theIterator
;

    
theIterator
=
K
.
begin
();

    
while
 
((
K
.
size
()
!=
0
)
||
(
M
.
size
()
!=
0
))

    
{

        
if
 
(
K
.
size
()
!=
0
)

        
{

            
theIterator
=
K
.
begin
();

            
v
=*
theIterator
;

            
Stack2
[
++
Count
]
=
M
;

            
Stack2
[
++
Count
]
=
K
;

            
Stack2
[
++
Count
]
=
P
;

            
Stack1
[
++
cnt
]
=
v
;

            
M
.
insert
(
v
);

            
for
 
(
int
 
i
=
0
;
i
<
SIZE
;
i
++
)

            
{

                
if
 
(
a
[
v
][
i
])

                
{

                    
theIterator
=
K
.
find
(
i
);

                    
if
 
(
theIterator
!=
K
.
end
())

                    
{

                        
K
.
erase
(
theIterator
);

                    
}

                    
theIterator
=
P
.
find
(
i
);

                    
if
 
(
theIterator
!=
P
.
end
())

                    
{

                        
P
.
erase
(
theIterator
);

                    
}

                
}

            
}

            
theIterator
=
K
.
find
(
v
);

            
if
 
(
theIterator
!=
K
.
end
())

            
{

                
K
.
erase
(
theIterator
);

            
}

        
}

        
else

        
{

            
if
 
(
P
.
size
()
==
0
)

            
{

                
REZULT
.
push_back
(
M
);

            
}

            
v
=
Stack1
[
cnt
--
];

            
P
=
Stack2
[
Count
--
];

            
K
=
Stack2
[
Count
--
];

            
M
=
Stack2
[
Count
--
];

            
theIterator
=
K
.
find
(
v
);

            
if
 
(
theIterator
!=
K
.
end
())

            
{

                
K
.
erase
(
theIterator
);

            
}

            
P
.
insert
(
v
);

        
}

    
}

    
return
  
REZULT
;

 
}

```

## Складність алгоритму
Лінійна відносно кількості клік в графі, де
- n — кількість вершин
- m — кількість ребер
- μ — кількість клік

Tomita, Tanaka і Haruhisa в 2006 показали, що в гіршому випадку алгоритм працює за O(3n/3).